# Moncler
Moncler là một nhãn hàng đồ xa xỉ của Pháp và Ý, nổi tiếng nhất với mặt hàng thời trang đồ trượt tuyết. Nhãn hàng được René Ramillon và André Vincentthành lập 1952, Moncler được đặt tên theo các chữ viết tắt của Monestier-de-Clermont, một thị trấn dãy Alps gần Grenoble, Pháp. Nhãn hàng này sau được Remo Ruffini mua lại năm 2003, thực hiện cải tổ và tái đầu tư lúc gần phá sản, và lên sàn Borsa Italiana năm 2013. Tháng 12 năm 2020, Moncler mua toàn bộ 100% cổ phiếu của nhãn hàng đồ thể thao Stone Island với giá trị giao dịch €1.15 tỷ.

## Chống hàng giả
Để chống hàng giả, công ty triển khai hệ thống xác thực cho các sản phẩm bán ra.